# Cap Esterel
Cap Esterel est un village de vacances en France créé par le groupe Pierre & Vacances et situé sur le massif de l'Esterel, face à la mer Méditerranée, au lieu-dit Agay, sur la commune de Saint-Raphaël. 

## Caractéristiques
Le site a été ouvert en 1990, sa construction débuta très peu de temps après un incendie ayant ravagé tout ce flanc de colline face à la mer précédemment inconstructible, incendie dont l'origine ne fut jamais élucidée, ce qui éveilla des soupçons sur un possible incendie criminel ayant donné la possibilité au groupe pierre et vacances d’acquérir le terrain .  
Cap Esterel comprend 1694 logements construits, et la possibilité d'accueillir jusqu'à 8000 vacanciers. La superficie est de 210 hectares. 
Le village comporte différents services. Il y a au total quatre piscines, dont une à vagues et une autre qui est chauffée. Il y a aussi différentes animations dans la journée, et il y a également un marché tous les mercredis soir. Il y a de nombreux bars, commerces et restaurants dans le village. Il comprend des attractions touristiques. 
C'est le deuxième plus grand village vacances d'Europe derrière Villages Nature Paris ouvert en 2017. Avant, il était le premier village vacances d'Europe.  

## Principes de fonctionnement
Le village appartient en grande partie à des propriétaires particuliers. Certains proposent leur appartement en location une partie de l'année, soit via des agences, ou sites internets, soit directement.
Le groupe Pierre & Vacances n'est plus chargé de l'animation des activités touristiques du site depuis 2022. Il reste néanmoins exploitant d'une minorité d'appartements, sous forme de mandat pour le compte de particuliers propriétaires.
L'exploitation du site et de ses animations est aujourd'hui sous la responsabilité de l'ASCAPE pour le compte de la collectivité des copropriétaires.